# حكاية لعبة 5
حكاية لعبة 5 هو فيلم رسوم متحركة كوميدي أمريكي قادم، من إنتاج استوديوهات بيكسار للرسوم المتحركة التابعة لشركة والت ديزني بيكتشرز. يكتبه ويخرجه أندرو ستانتون، وتنتجه جيسيكا تشوي. يُعد هذا العمل الجزء الثاني لفيلم حكاية لعبة 4، والخامس في سلسلة أفلام Toy Story من إنتاج بيكسار.

## وصلات خارجية
- حكاية لعبة 5 على موقع IMDb (الإنجليزية)
- حكاية لعبة 5 على موقع ميتاكريتيك (الإنجليزية)
- حكاية لعبة 5 على موقع روتن توميتوز (الإنجليزية)
- حكاية لعبة 5 على موقع ألو سيني (الفرنسية)
- حكاية لعبة 5 على موقع أول موفي (الإنجليزية)
- حكاية لعبة 5 على موقع فيلمافينيتي (الإسبانية)
- حكاية لعبة 5 على موقع قاعدة بيانات الفيلم (الإنجليزية)
- حكاية لعبة 5 على موقع ليتربوكسد (الإنجليزية)